# Dąbrowa Białogardzka
Dąbrowa Białogardzka [dɔmˈbrɔva bjawɔˈɡart͡ska] (tiếng Đức: Damerow)  là một ngôi làng thuộc khu hành chính của Gmina Rąbino, thuộc quận Świdwin, West Pomeranian Voivodeship, ở phía tây bắc Ba Lan. Nó nằm khoảng 9 kilômét (6 mi) phía tây nam Rąbino, 8 km (5 mi) về phía đông của Świdwin và 96 km (60 mi) về phía đông bắc của thủ đô khu vực Szczecin.